# Aleksandr Klimow (łyżwiarz)
Aleksandr Iwanowicz Klimow (ros. Александр Иванович Климов; ur. 12 sierpnia 1965 w Smoleńsku) – rosyjski łyżwiarz szybki reprezentujący ZSRR.

## Kariera
Największe sukcesy w karierze Aleksandr Klimow osiągnął w sezonie 1990/1991, kiedy zajął trzecie miejsce w klasyfikacji końcowej Pucharu Świata na 1000 m. Wyprzedzili go wtedy jedynie Igor Żelezowski z ZSRR i Japończyk Toshiyuki Kuroiwa. Tylko raz stanął na podium zawodów tego cyklu 15 grudnia 1990 roku w Karuizawie, gdzie był trzeci na 1000 m. W 1988 roku wystartował na igrzyskach olimpijskich w Nagano, zajmując szóste miejsce w biegu na 1500 m. Na rozgrywanych cztery lata później igrzyskach w Albertville zajął 13. miejsce na 1000 m i 31. miejsce na 1500 m. W 1984 roku zdobył srebrny medal w wieloboju podczas mistrzostw świata juniorów w Assen. Ponadto w 1990 roku był szósty na sprinterskich mistrzostwach świata w Tromsø. W 1992 roku zakończył karierę.